# Wisdom Mumba Chansa
Wisdom Mumba Chansa (ur. 17 kwietnia 1964 w Kitwe, zm. 27 kwietnia 1993 u wybrzeży Gabonu) – zambijski piłkarz grający na pozycji pomocnika. Zginął w katastrofie lotniczej u wybrzeży Gabonu.
W swojej karierze grał w klubach Power Dynamos, Nkana FC, Pamir Duszanbe i Dynamos Giyani. W drużynie narodowej Zambii grał d 1984 roku aż do tragicznej śmierci. Reprezentował ojczyznę na Igrzyskach Olimpijskich w Seulu (1988) oraz w Pucharze Narodów 1986, Pucharze Narodów Afryki 1990 i Pucharze Narodów Afryki 1992.